# إبراهيما كيتا
إبراهيما كيتا (بالفرنسية: Ibrahima Keita)‏، لاعب كرة قدم عاجي، من مواليد 1 يناير 1985 .
يعتبر إبراهيما كيتا من أفضل اللاعبين الذين يشغلون مركز لاعب الارتكاز في الكويت، وقد كانت بدايته في الكويت مع نادي الفحيحيل، ولعب له موسم واحد ثم انتقل إلى نادي القادسية الكويتي ، ليقوده لحصد العديد من البطولات، ففاز في لقب كأس الخليج للأندية وكأس الخرافي وكأس ولي العهد. والآن يلعب في نادي العربي الكويتي و بعدها لعب مع نادي الشمال و لعب سابقاً مع نادي العين .

## مع نادي القادسية
وقد وقع إبراهيما كيتا مع نادي القادسية الكويتي عقد مدته خمس سنوات، يبتدأ من صيف 2006، ينتهي في صيف 2011، ويريد إبراهيم كيتا أن يحطم رقم المحترف البوركيني سيدو تراوري في مدة البقاء مع نادي القادسية الكويتي.
وفي يوم 8 يوليو 2007 تلقى عرضا من نادي الإتفاق السعودي للانضمام لصفوفه لموسم واحد على سبيل الإعارة.
وفي يوم 4 أكتوبر 2007 أعلن نادي القادسية الكويتي بأنه قد وقع عقد مع اللاعب لمدة خمسة سنوات أخرى.
وفي يوم 17 يناير 2008، انتشر خبر بأن نادي ليل الفرنسي يريد التعاقد مع اللاعب ، ولكن نادي القادسية الكويتي رفض انتقاله، وفي يوم 19 مايو 2008 أعلن بأنه يرغب في خوض تجربة الاحتراف من نادي ليل الفرنسي ، وفي يوم 22 مايو 2008 أعلن عضو مجلس إدارة نادي القادسية الكويتي محمد البناي بأن النادي لم يتلق عرضا رسميا من نادي ليل بل العرض ما زال شفهيا ، وفي يوم 22 يونيو 2008 أعلن فواز الحساوي نائب رئيس نادي القادسية بأن النادي لن يتخلى عن اللاعب ، وفي يوم 5 يوليو 2008 تلقى اللاعب عرض للعب مع نادي فرنسي يلعب دوري الدرجة الأولى.
في يوم 30 نوفمبر 2008 تشاجر في التدريبات مع حمد العنزي، وقررت إدارة الفريق إيقافهم ، وتم إيقافه أربعة مباريات وخصم راتبه.
وقال المدرب محمد إبراهيم بأنه لو كان الأمر بيده لأعطاه الجنسية الكويتية لكي يمثل المنتخب.
في يوم 18 مايو 2009 سجل هدفين أمام ناديه السابق نادي الفحيحيل في المباراة الأولى لهم في بطولة كأس الأمير 2008/2009 التي فازوا فيها 7-0.
وفي يوم 5 سبتمبر 2009 تقدم نادي فالنسيا الإسباني بطلب لتجربته لمدة عشرة أيام.

## مشكلة انتقاله إلى نادي الوطني السعودي
في يوم 7 أغسطس 2007 أعلن نادي الوطني السعودي عن ضمه اللاعب إلى صفوفه بمبلغ 300 ألف دولار لمدة موسم واحد ، ولكن نادي القادسية الكويتي رفض هذا الانتقال بسبب أن اللاعب لديه عقد مع النادي حتى عام 2011، ولذلك فإنه يجب أن يتم الرجوع للنادي في حال أراد أحد الفرق التعاقد معه ، وفي يوم 11 أغسطس 2007 أعلن أمين سر نادي القادسية الكويتي رضا معرفي بأن اللاعب ملك لنادي القادسية الكويتي حتى عام 2011 ، وفي يوم 12 أغسطس 2007 أعلن نادي الوطني السعودي أن اللاعب إنضم إلى صفوفه ، وفي يوم 12 أغسطس أعلن أمين سر نادي القادسية الكويتي رضا معرفي بأن اللاعب يرتبط بعقد مع شركة، ونادي القادسية الكويتي قد تعاقد مع اللاعب بنظام الإعارة حتى عام 2008 ، وفي 15 أغسطس 2007 أعلن نادي الوطني السعودي أنه يريد أن يقاضي اللاعب لدى الفيفا ، وفي يوم 4 سبتمبر 2007 أعلن نادي الوطني السعودي أنه سيرفع شكوى إلى الفيفا لكي يطالب بحقوقه المادية من اللاعب ، وفي يوم 12 سبتمبر 2007 أعلن نادي الوطني السعودي بأنه وكل محامي النادي لرفع قضية على اللاعب كيتا لأنه وقع على عقد معهم ، وفي يوم 4 ديسمبر 2007 أعلن رئيس نادي الوطني السعودي بأنه تم حل المشكلة مع نادي القادسية الكويتي وذلك بعد دفع نادي القادسية الكويتي تعويض لنادي الوطني السعودي.

## إنجازاته
- كأس الأمير مرة واحدة : 2006/2007
- كأس ولي العهد مرة واحدة : 2005/2006
- كأس الخرافي مرة واحدة : 2005/2006
- كأس الاتحاد الكويتي مرة واحدة : 2007/2008
- كأس الخليج للأندية مرة واحدة : 2005/2006